# Super Monkey Ball Touch & Roll
Super Monkey Ball Touch & Roll, в Японии известная как Super Monkey Ball DS (яп. スーパーモンキーボールDS) — компьютерная игра серии Super Monkey Ball для игровой платформы Nintendo DS. Это третья игра серии, выпущенная для портативной консоли (первая — Super Monkey Ball для N-Gage, вторая — Super Monkey Ball Jr. для Game Boy Advance).

## Геймплей
Игра использует сенсорный экран DS в качестве основного контроллера для маневрирования обезьяны в уровне, хотя крестовина также поддерживается. Как и в предыдущих играх Super Monkey Ball, игрок, управляя обезьяной в шаре, должен пройти от начала до конца уровня за определённое время. По пути обезьяны могут собираеть бананы и получать дополнительную жизнь или очки. Всего в игре четыре персонажа: Айай, Мими, Гонгон и Малыш.

## Оценки
| Сводный рейтинг | Сводный рейтинг |
| Агрегатор       | Оценка          |
| --------------- | --------------- |
| GameRankings    | 65,58 %         |
| Metacritic      | 63/100          |

Игра получила смешанные отзывы критиков.